# Crônica de Sirte
Crônica de Sirte ou Serte (Seert), também chamada de História Nestoriana, é um texto anônimo historiográfico preservado em árabe com versão original em siríaco que pertente à literatura da Igreja do Oriente. Foi preservado parcialmente por um manuscrito em dois volumes, o primeiro pertencente à biblioteca da Igreja Católica Caldeia (Moçul até o início do século XX, em seguida, transferida para Baguedade), e o segundo encontrado pelo bispo Adai Escher (1867–1915), arcebispo caldeu de Sirte (1902–1915), na biblioteca de sua sede (hoje na Biblioteca Nacional da França, árabe 6653).[carece de fontes?]
Quanto à data de redação do texto, por haver uma alusão ao califa fatímida Ali Azair que morreu de peste em 1036, pensa-se que seja do século XI. Porém, o bispo Escher observou que esta interpolação, dada a forma como aparece no manuscrito, pode muito bem ser devido a tradução para o árabe a partir do siríaco, ou até pode ser mera obra do copista. De fato, tem sido mostrado que a crônica é uma importante fonte da Crônica de Elias de Nísibis, concluída em 1019. Deste último trabalho, Pierre Nautin considerou determinar que o autor da Crônica anônima é Ixodená, metropolita de Baçorá no século IX.